# Colibri lumachelle
Augastes lumachella
Espèce
Statut de conservation UICN

 NT  : Quasi menacé
Statut CITES
Le Colibri lumachelle (Augastes lumachella) est une espèce de colibris de la sous-famille des Polytminae.

## Description
Le colibri lumachelle mesure environ 11 cm.

## Distribution
Le Colibri lumachelle est endémique au Brésil.

Carte de répartition de l'espèce

## Référence
(en) « Neotropical Birds Online », Cornell Lab of Ornithology, 21 octobre 2011